# Video scratching
Pour les articles homonymes, voir Scratch.
 (janvier 2013).
Si vous disposez d'ouvrages ou d'articles de référence ou si vous connaissez des sites web de qualité traitant du thème abordé ici, merci de compléter l'article en donnant les références utiles à sa vérifiabilité et en les liant à la section « Notes et références ».
Le video scratching est une variation du scratch utilisée par les video jockeys.
Il ne doit pas être confondu avec le phénomène de l'art vidéo britannique des années 1980.
C'est une technique couramment utilisée dans des vidéos ou clips musicaux ou dans des performances en direct de video jockeys qui manipulent des extraits vidéographiques (video samples) afin de suivre le rythme de la musique jouée.